# Europastraße 261
Die Europastraße 261 (E 261) ist eine Europastraße, die mit Świecie und Wrocław zwei Städte Polens verbindet. Von Świecie bis zum Wrocław verläuft sie auf der Droga krajowa 5 und endet an dem Kreuz mit der Autobahn A4.